# Villahermosa
Villahermosa ist die Hauptstadt des mexikanischen Bundesstaates Tabasco.

## Geografie
Villahermosa liegt im Municipio Centro im Bundesstaat Tabasco im Südosten Mexikos. Sie befindet sich in der Küstenebene 50 Kilometer südlich des Golfes von Mexiko am Río Grijalva.
|                       | Jan   | Feb  | Mär  | Apr  | Mai   | Jun   | Jul   | Aug   | Sep   | Okt   | Nov   | Dez   |   |         |
| Mittl. Tagesmax. (°C) | 28,2  | 29,3 | 32,3 | 33,9 | 35,4  | 34,5  | 34,0  | 34,0  | 33,2  | 31,4  | 30,3  | 28,7  | ⌀ | 32,1    |
| Mittl. Tagesmin. (°C) | 19,4  | 19,8 | 21,4 | 23,0 | 24,4  | 24,1  | 23,8  | 23,7  | 23,7  | 23,0  | 21,7  | 20,2  | ⌀ | 22,4    |
|                       |       |      |      |      |       |       |       |       |       |       |       |       |   |         |
| Niederschlag (mm)     | 116,1 | 89,7 | 48,5 | 44,0 | 102,1 | 225,0 | 173,0 | 242,4 | 303,1 | 323,6 | 176,8 | 166,1 | Σ | 2.010,4 |
|                       |       |      |      |      |       |       |       |       |       |       |       |       |   |         |
| Regentage (d)         | 10,0  | 7,7  | 5,2  | 4,0  | 5,3   | 13,6  | 14,2  | 15,6  | 17,0  | 15,5  | 11,1  | 10,1  | Σ | 129,3   |

| 19,4 |

| 19,8 |

| 21,4 |

| 23,0 |

| 24,4 |

| 24,1 |

| 23,8 |

| 23,7 |

| 23,7 |

| 23,0 |

| 21,7 |

| 20,2 |

| 19,4 |

| 19,8 |

| 21,4 |

| 23,0 |

| 24,4 |

| 24,1 |

| 23,8 |

| 23,7 |

| 23,7 |

| 23,0 |

| 21,7 |

| 20,2 |

## Geschichte

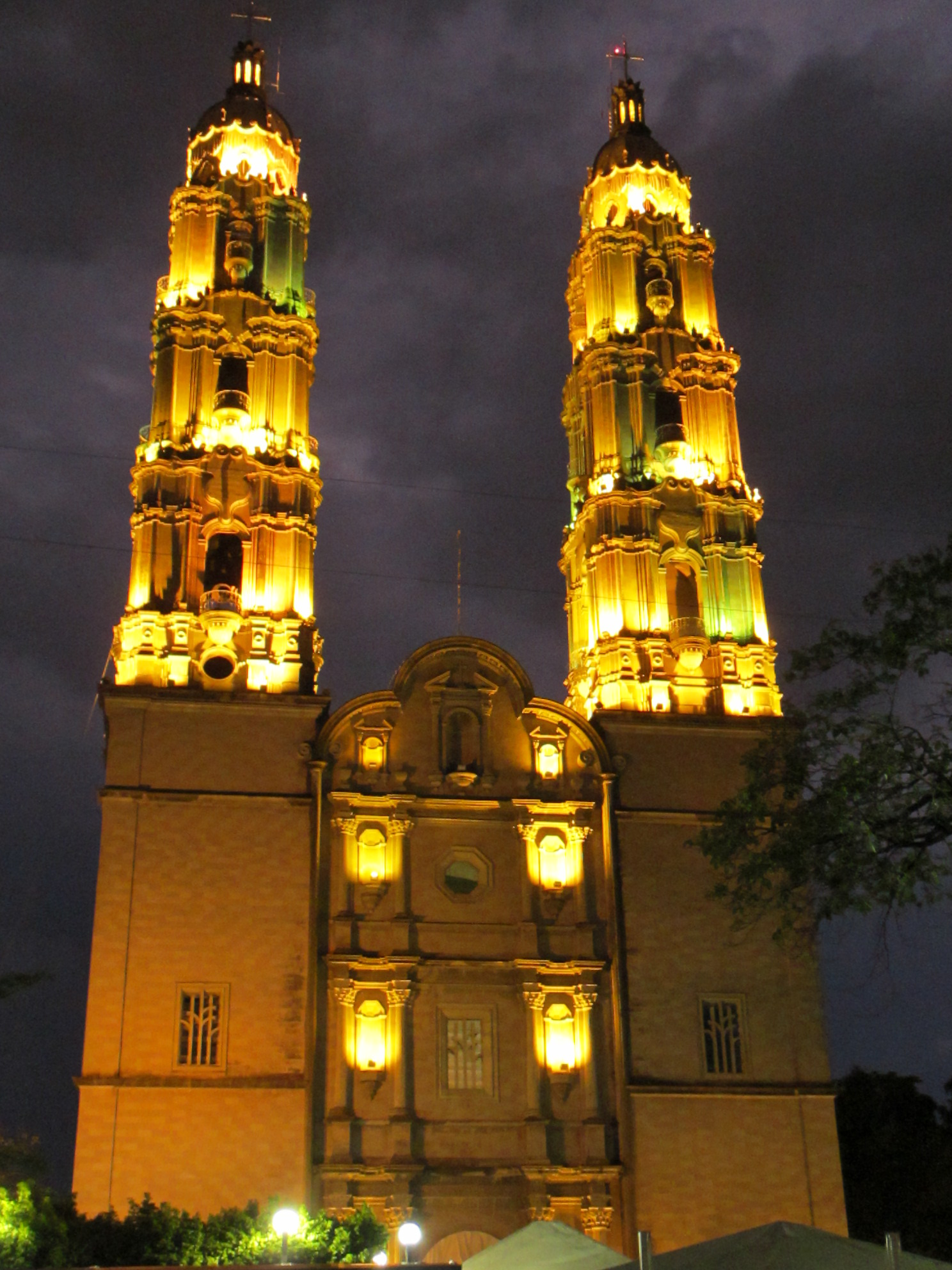
Kirche in Villahermosa

Die Stadt wurde 1519 als Santa Maria de la Victoria gegründet, 1596 in Villa Felipe II und 1598 in Villahermosa de San Juan Bautista umbenannt. Die Errichtung der Kathedrale der Stadt fand 1614 statt. Der Ort war viele Jahrhunderte lang ohne nennenswerte Bedeutung. Zur Zeit der Freibeuter wurde die Stadt mehrmals von dem berühmten britischen Freibeuter Henry Morgan geplündert, welcher seine Raubzüge von dem auf Jamaika liegenden englischen Stützpunkt Port Royal aus unternahm. 1916 erhielt die Stadt ihren heutigen Namen Villahermosa. In den 1970er und 1980er Jahren gelangte sie durch Ölfunde zu Reichtum.

## Religionen
87,1 % der Bevölkerung sind katholisch, rund 9 % sind evangelisch.
Villahermosa ist Sitz des römisch-katholischen Bistums Tabasco.

## Kultur und Sehenswürdigkeiten

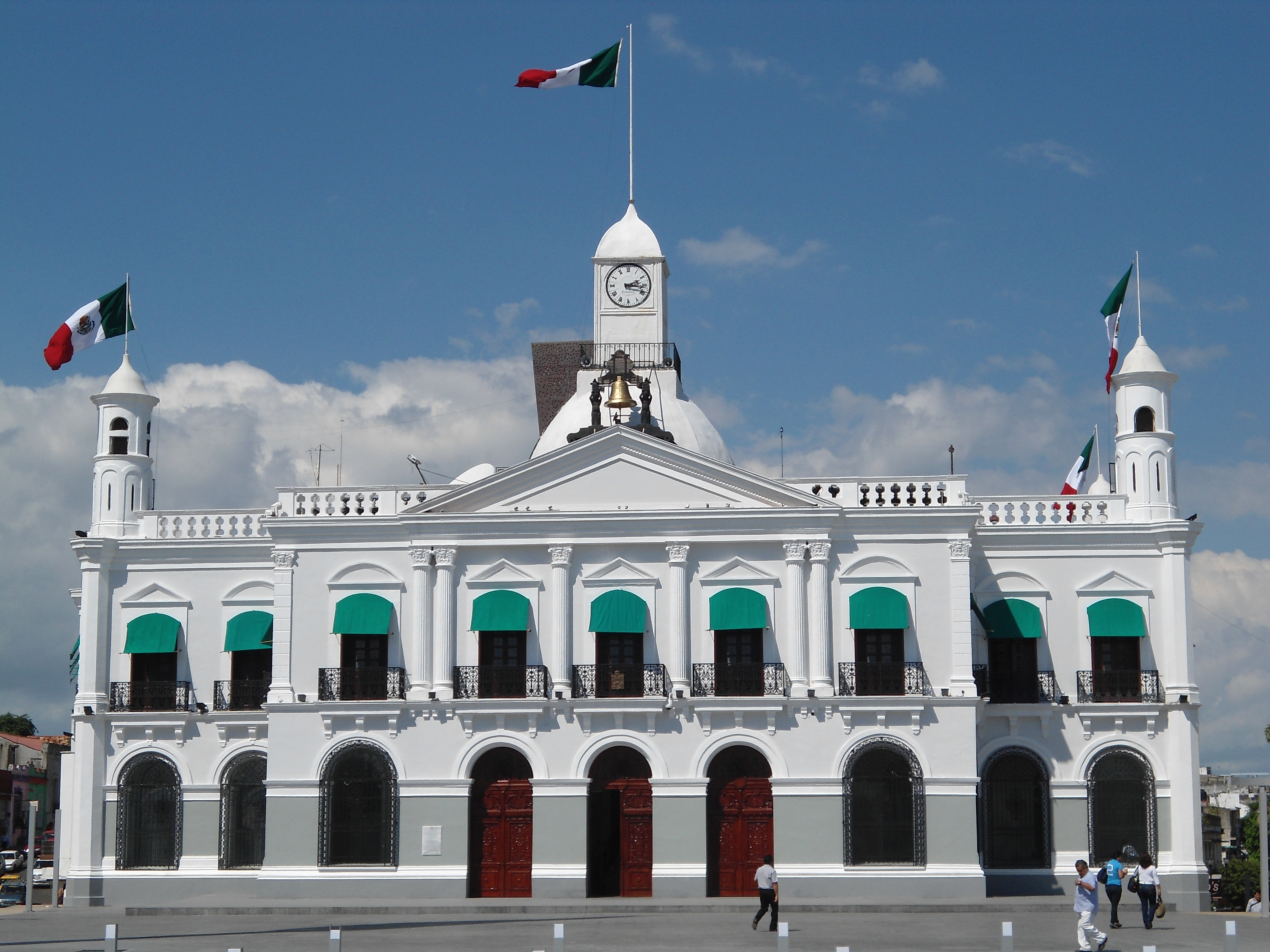
Regierungspalast von Villahermosa, Sitz des Gouverneurs von Tabasco

Villahermosa bietet neben den kulturellen Schätzen der Olmeken viele Attraktionen in der näheren Umgebung. Vor allem die Nähe zum Meer macht Villahermosa zu einem beliebten Ziel für einen vielseitigen Urlaub.

### Museen

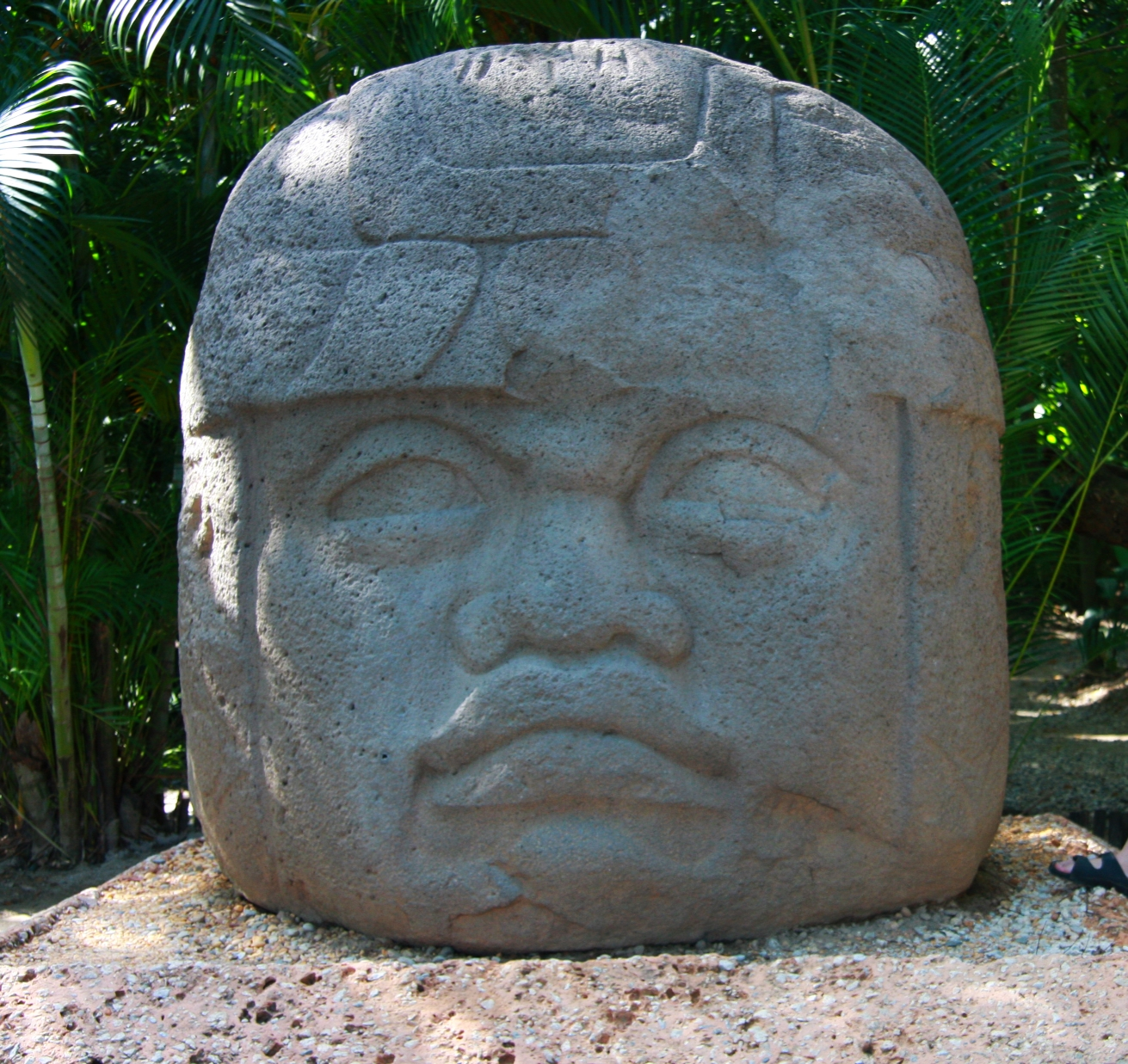
Die Olmeken-Köpfe aus Basalt in La Venta

Der Parque-Museo de La Venta ist ein berühmtes Freiluftmuseum, in dem die archäologischen Funde aus La Venta ausgestellt werden. Insbesondere die Olmekenköpfe aus Basalt ziehen viele Besucher an. An den Park ist ein kleiner Zoo angeschlossen, in dem man sich Papageien, Tukane, Schlangen, Krokodile, Affen und Raubtiere ansehen kann.
Im Museo Regional de Antropología findet man eine ausführliche Ausstellung über präkolumbische Völker.
In der Umgebung von Villahermosa können mehrere Ausgrabungsstätten der Olmeken besucht werden.

## Wirtschaft und Infrastruktur
Im Agrarsektor dominiert neben der Viehzucht vor allem der Anbau von Kakaobohnen, Bananen und Zuckerrohr. Durch die Ölfunde im Golf von Mexiko findet man in Villahermosa viele petrochemische Unternehmen. Daneben ist auch der Tourismus ein wichtiger Wirtschaftsfaktor in Villahermosa.

### Verkehr
Vom Internationalen Flughafen Villahermosa werden Verbindungen nach Mexiko-Stadt, Tuxtla Gutiérrez, Mérida und Ciudad del Carmen angeboten. Internationale Anbindung hat er trotz seines Namens nicht. Mit seinen drei Busbahnhöfen bietet Villahermosa viele Verbindungen nach ganz Mexiko.

### Bildung
Die wichtigste Universität in Villahermosa ist das Instituto Tecnológico de Villahermosa.

## Söhne und Töchter der Stadt
- Carlos J. Puig Casauranc (1888–1932), Botschafter
- Rodulfo Brito Foucher (1899–1970), Jurist und Rektor der UNAM
- Rosario María Gutiérrez Eskildsen (1899–1979), mexikanisch-dänische Romanistin, Hispanistin und Pädagogin
- José Gorostiza (1901–1973), Schriftsteller
- Miguel Morayta (1907–2013), spanischer Filmregisseur und Drehbuchautor des mexikanischen Films
- Carlos Alberto Madrazo Becerra (1915–1969), Politiker
- Roberto Madrazo (* 1952), Politiker
- Martha Higareda (* 1983), Schauspielerin und Produzentin
- Maria Guadalupe Graillet Moctezuma (* 1983), Sängerin, Gitarristin und Komponistin
- Diego Lainez (* 2000), Fußballspieler